# Petermann Gletsjer
Der Petermann-Gletscher ist ein grönländischer Gletscher, der die Grenze zwischen dem Distrikt Qaanaaq in der Avannaata Kommunia und dem Nordost-Grönland-Nationalpark bildet.

## Geografie
Der Gletscher befindet sich im Norden Grönlands zwischen Washington Land und Hall Land. Er wird vom Grönländischen Inlandeis gespeist und mündet ins Hall-Becken. Eine historisch etwa 70 bis 85 km lange und 20 km breite Gletscherzunge füllt als Schelfeis den Petermann-Fjord aus, welches das größte der Nordhalbkugel ist. Das Schelfeis hat eine Dicke von etwa 600 m an der Aufsetzlinie (Grounding Line).
Unter dem Petermann-Gletscher endet der 2013 entdeckte Grand Canyon von Grönland, der mit einer Länge von mindestens 750 km, einer Breite von bis zu 10 km und einer Tiefe von bis zu 800 m unter dem Eisschild verläuft. Ein Forschungsteam um Christopher Chambers von der Universität Hokkaidō stellte 2019 anhand eines Computermodells die These auf, dass die Schlucht durchgehend ist und somit in ihr ein bis zu 1500 km langer subglazialer Fluss fließen könnte, der von Schmelzwasser gespeist wird.

## Geschichte
Der Gletscher wurde während der Britischen Arktisexpedition 1875–1876 unter George Nares zu Ehren des deutschen Geografen August Petermann benannt. Bereits während der Polaris-Expedition von 1871 bis 1873 unter Charles Francis Hall war der davorliegende Fjord und die westlich angrenzende Halbinsel nach Petermann benannt worden.
1883 beobachtete und beschrieb der Anthropologe Franz Boas einen großen Eisberg am 2000 km südlich gelegenen Cumberland Sound, den man später anhand seiner Ausmaße dem Petermann-Gletscher zuordnete. Der Gletscher wurde 1921 detailliert von Lauge Koch während seiner Jubiläumsexpedition kartografiert.
Im August 2010 kalbte ein über 250 km² großer Teil des Schelfeises und driftete als Eisberg ins offene Meer. Dies war der größte Eisabbruch der Arktis seit 1962. Im Juli 2012 kam es zu einem weiteren, etwas kleineren Abbruch. Dadurch verringerte sich die Länge der Gletscherzunge von 81 km auf 46 km, während die Fläche von etwa 1250 km² auf 870 km² zurückging. Es wird davon ausgegangen, dass ohne weitere Abbrüche 20 Jahre vonnöten wären, bis die Gletscherzunge wieder ihre ursprüngliche Länge erreichen würde. Seither hat sich die Fließgeschwindigkeit des Gletschers deutlich erhöht.